# Tisoč in ena noč
Tisoč in ena noč (arabsko كتاب ألف ليلة وليلة; perzijsko هزار و یک شب) je zbirka arabskih pravljic, pripovedk, novel, anekdot in humoresk.

## Zgodovina
Začetek nastajanja dela sega v 8. stoletje, končno obliko pa je dobilo v 16. oz. 17. stoletju v Siriji. V arabščino je bilo prevedeno okoli leta 800, ko so mu dodali še zgodbe o Harunu al Rašidu. V Egiptu se je pojavilo ok. leta 1200, dopolnjeno s potepuškimi zgodbami.

Gre za okvirno pripoved, v katero so vložene raznolike zgodbe - od starih tradicionalnih pravljic pa do čustvenih in fantastičnih zgodb, ki opisujejo življenje na arabskih dvorih. Mnogo jih izhaja iz starega perzijskega ljudskega slovstva, druge pa iz arabske, indijske, turške, egipčanske in mezopotamske folklore in literature. Tisoč in ena noč velja v mladinskem leposlovju za izrazito pravljično zbirko, ki jo omenjamo skupaj s pravljičnimi zbirkami Perraulta, Andersena in bratov Grimm. Čeprav mnogo teh pravljic sploh ni pravljic, ampak je v njih pravljično samo okolje in ponekod pravljična logika dogajanja. Zgodbe so po vsem svojem bistvu ljubezenske novele, povesti in celo krajši romani, torej pripovedne zvrsti, v katerih ne vlada svobodno suverena fantazijska sila s pogosto eksplicitnim orientalskim ljubezenskim življenjem.

## Povzetek zgodbe
Okvirna pripoved zbirke govori o Šeherezadi, vezirjevi hčeri, ki si vsako noč s pripovedovanjem zgodb za en dan podaljša življenje. Sultan Šahrijar je besen zaradi ženske nezvestobe, zato objavi, da bo vsako ženo po poročni noči dal usmrtiti. Šeherezada se prostovoljno poroči z njim, v sultanu pa vsako noč z nedokončano zgodbo, ko je junak v smrtni nevarnosti ali ima druge težave, zbudi tako radovednost, da jo pusti živeti. Zbirka vključuje njene zgodbe. Po tisoč in eni noči Šeherezada prosi za milost in sultan se je usmili. Tako živita srečno do konca svojih dni kot kralj in kraljica s svojimi tremi otroki. Nekatere izdaje vsebujejo le nekaj sto noči, druge pa tudi tisoč eno ali več.
Zgodbe vključujejo zgodovinske povesti, ljubezenske zgodbe, tragedije, komedije, pesmi in burleske. Številne od njih prikazujejo legendarne kraje, ki so pomešani z resničnimi ljudmi in geografskimi značilnostmi, ki so pogosto izmišljeni. Glavne osebe so zgodovinske, kot je npr. kalif Harun al Rašid, njegov vezir Ja'far al Barmaki in pesnik Abu Nuvas. Včasih o junaku Šeherezadine zgodbe pripoveduje drug lik, znotraj te zgodbe pa je lahko še kakšna vložena zgodba, zaradi česar je ta pripoved bogato večplastna. Različne verzije tega dela imajo različne podrobnosti o pomilostitvi Šeherezade, vendar se v vseh konča s kraljevo pomilostitvijo žene.
Pravljice 1001 noči so zbirale zelo različne vsebine, predvideva se tako, da so zgodbe urejali in preurejali. Tisoč in ena noč uporablja zelo različne literarne prijeme, tako so tu tako elementi burke, fantazije, dvornih spletk, poezije in brutalnega nasilja. Pripovedovalec stremi k čimvečji barvitosti, kar je objasnjeno z Šeherezadino zgodbo. Nekatere zgodbe vsebujejo še dodatne podzgodbe. Še posebej zanimiva je fantastika, ki vsebuje vse vrste čarovnih idej, ki so zelo različno obrazložene in ne prinašajo neko mitologijo, kot je značilno za grške pripovedi.

Večina zgodb spada po ocenah strokovnjakov v zlato dobo islama, ki jo lahko umestimo med 8. in 13. stoletje, ko so bili pripovedovalci še posebej naklonjeni makamatu, razburljivi pustolovski zgodbi. Ta se je lahko pojavila v obliki kratke anekdote, ali celo v pravo daljšo zgodbo podobno romanu. Predstavniki takšnih zgodb so ravno Sinbad, Ali Baba in Aladin. V zbirki se najdejo tudi basni, ki so v arabski književnosti doživele veliko priljubljenost in jih v zbirki najdemo kar nekaj (primer je "Osel, vol in delavec" in "Ptice, zveri in mizar"). 
Mnogi videvajo najbolj zgodnjo obliko znanstvene fantastike prav tako v tej zbirki pripovedi, saj opazijo nekaj zgodb, kjer se pripovedovalka sreča s tujo, nenavadno družbo, ki jo primerja z družbo, kot jo sama pozna, pri tem pa premišljuje o tem, kam spadajo tujci in tako prekriva razmišljanja, ki jih v sedanjem modernem svetu pojasnjujemo s sociologijo.
Ker je zbirka bila prevedena v evropski prostor relativno z zamudo, a pred razvojem etnologije in urejenega popisovanja ljudskega slovstva, je pomembno vplivala na magično pripovedovanje in šteje za pomemben vpliv na romantiko. Pomemben element zbirke je tudi pogosta hoja junakov po robu zakona in pravil, kar ni bilo običajno doživljanje ne življenja na Vzhodu, ne življenja v Evropi v času prevajanja v angleški, francoski in nemški jezik.

## Različice
Prvi o tem delu piše v svojih spisih Masudi († 956), ki omenja prevedeno delo kot knjigo polno neresničnih zgodb. Knjigarnar Ibn al Nadin (987/88) jo označi kot "grobo knjigo". Naslov Tisoč in ena noč je prvič potrjen v 12. stoletju v judovski knjigarni v Kairu. Znana sta dva arabska rokopisa - sirski in egiptovski. Sirski rokopisi vključujejo manj zgodb, ki so krajše. Besedila z egiptovsko tradicijo vsebujejo več zgodb z raznoliko vsebino.
Prvo arabsko-sirsko različico je v francoščino prevedel Antoine Galland. Njegov prevod je bil po vsej Evropi zelo priljubljen, zato so se vrstili piratski ponatisi. Filologi so za standardno izdajo Noči določili zajetno egiptovsko verzijo.

### Časovnica
- najstarejši arabski rokopis sega v začetek 9. stoletja, odkril ga je filolog Nabia Abbott leta 1948
- 10. stoletje: Ibn al Nadin le omeni delo v Katalogu knjig, v Bagdadu
- 14. stoletje: sirski rokopis shranjen v pariški knjižnici
- 1704: francoski prevod Antoinea Gallanda, ki je prva evropska različica
- 1714: Tisoč in eni dnevi avtorja Ambrosea Philipsa - prvi angleški prevod s pripisi avtorja

Sledile so še nadaljnje verzije Noči.

## Film
Vzdušje besedila je vplivalo tudi na filme kot npr. Fritz Lang: Der Tod iz leta 1924. Leta 1930 so začeli oddajati na televiziji animirane risanke v barvah: Aladin in njegova čudežna svetilka, Popaj in drugi. Eden prvih celovečernih hollywoodskih filmov, ki je temeljil na temo Tisoč in ene noči, je bil predvajan leta 1942 z naslovom Arabske noči. V tem okviru filmov je bil najbolj uspešen Disneyjev animirani film Aladin iz leta 1992, filmske produkcije so bile deležne predvsem priredbe zaradi obsežnosti in same okvirne zgodbe. Tako je omembe vredna miniserija Šeherezada pa fiktivna in posebej prirejena legenda o Simbadu pomorščaku, ki je z leti doživela tako animirani film, priredbo po romanu kot serije in filme, a praviloma brez izrazitega tržnega uspeha.

## Tisoč in ena nočpri Slovencih
Na Slovenskem so se s to tematiko ukvarjali naslednji avtorji:
- Andrej Morovič: Tisoč in ena moč
- Katja Perat: Tisoč in ena noč, libreto in gledališka uprizoritev
- Lilijana Praprotnik-Zupančič: 1001 pravljica
- Evald Flisar: Tisoč in ena pot
- Adriana Požun-Pavlovič: Tisoč in ena pesem
- Jasna Gabrovšek: Tisoč in ena noč - zahodnoevropska in slovenska recepcija: diplomsko delo